# Variétés françaises de kiwi
 (décembre 2024).
Si vous disposez d'ouvrages ou d'articles de référence ou si vous connaissez des sites web de qualité traitant du thème abordé ici, merci de compléter l'article en donnant les références utiles à sa vérifiabilité et en les liant à la section « Notes et références ».
L'actinidia, originaire de Chine où il existe depuis des milliers d'années à l'état sauvage, n'est apparu en Europe qu'à partir du XXe siècle. Il arrive en France à partir des années 1970 mais ne prend véritablement son essor qu'à partir des années 1980. Deux variétés de kiwis ont été sélectionnées en France pour pallier la suprématie de la variété Hayward, variété de kiwi dominant le marché de ce fruit. Les variétés Belle de Chine et MontCap ont été sélectionnées par Jocelyne Chartier, technicienne au laboratoire de Capou (Tarn-et-Garonne) et Patrice Blanchet, ancien responsable de l’exploitation de l'établissement. Belle de Chine est une variété de kiwi jaune, glabre au goût citronné. Elle n'est commercialisée qu'en France et en Nouvelle-Zélande. MontCap est une variété non protégée, plus précoce que Hayward et au calibre supérieur. Le goût de ce kiwi est plus doux. À l'issue de leur sélection, elles se sont développées et répandues dans le sud-ouest de la France par l'intermédiaire du pépiniériste Alias.

## Histoire et culture

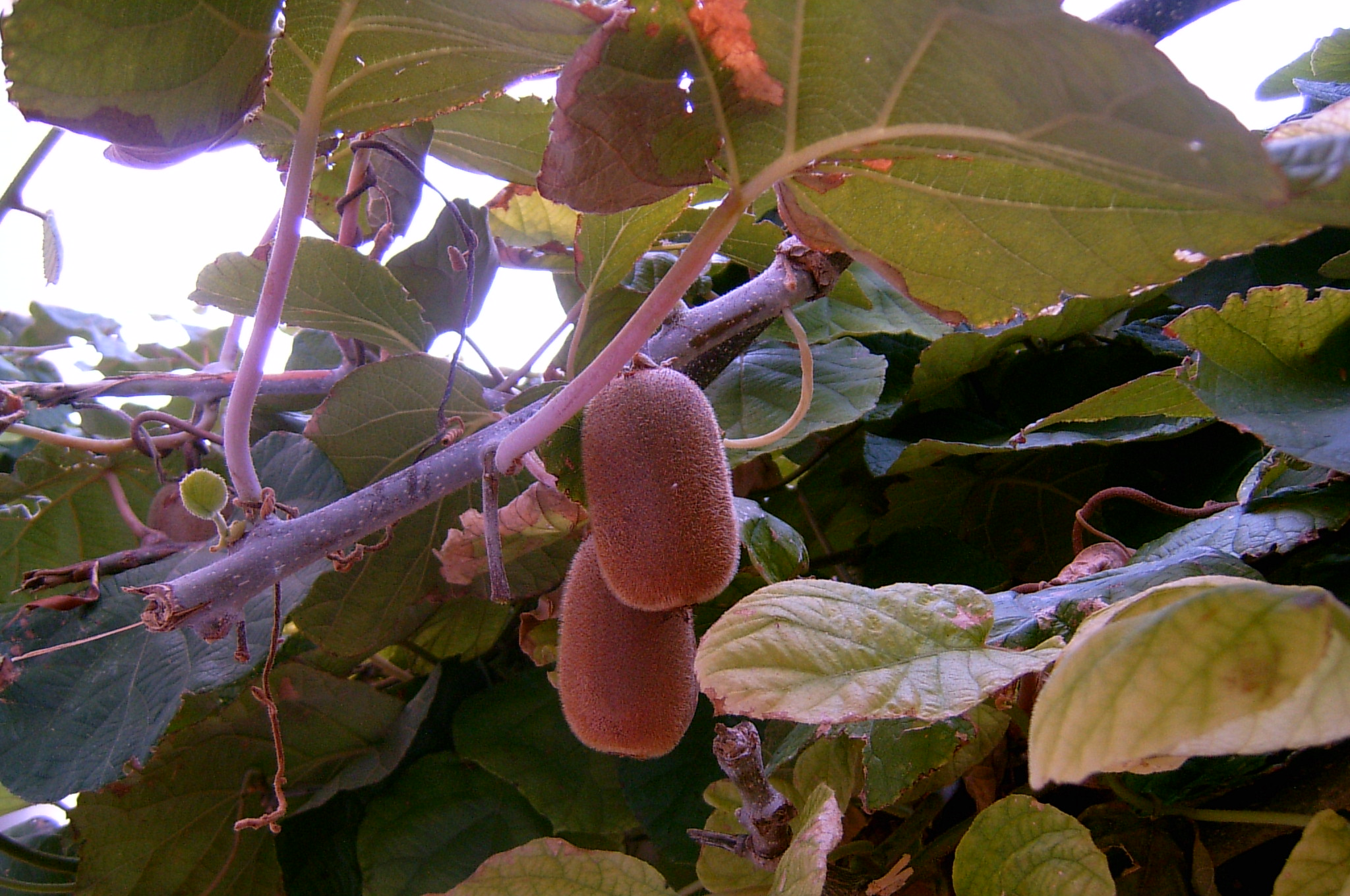
kiwi sur branche

Le kiwi, originaire de Chine est une liane dont le fruit, de forme ovale, recouvert d'une légère peau duveteuse nécessite une terre gorgée de soleil. Ce fruit a une chair verte ou jaune, sucrée et légèrement acide. C'est un fruit riche en vitamine, qui se récolte en période hivernale. Cependant, cette plante rustique ne peut supporter des températures inférieures à −15 °C. L’actinidia préfère les emplacements ensoleillés et sans trop de vent, il est sensible à la sécheresse. Il se cultive dans un sol profond et bien drainé et se multiplie par bouturage. Le kiwi n'est pas une culture difficile à conduire, seule la mise en place de structures de palissage demande une implication importante : étant donné qu'il est une liane, il faut mettre en place des systèmes de pergolas ou de treilles. Le kiwi craint les araignées rouges, et actuellement une maladie bactérienne due à Pseudomonas syringae pv. actinidia atteint les kiwis notamment de variété Hayward. Pour contrer cette nouvelle menace sanitaire, des recherches de variétés résistantes à cette bactéries sont effectuées.
Le kiwi est une plante dioïque (qui nécessite un pied mâle et un pied femelle pour se reproduire). Il est recommandé de  prévoir un pied mâle pour huit pieds femelles afin que ces derniers soient pollinisés correctement.
La culture du kiwi en Europe est récente. Il y a donc eu encore peu de sélection variétale, ainsi, le kiwi Hayward est la variété la  plus cultivée internationalement. Hayward est une variété bien adaptée aux terres du sud-ouest français. Les producteurs de kiwis redoutent la domination de cette variété qui pourrait entraîner la chute du marché. En effet, si une maladie touchait fortement cette variété, la production mondiale de kiwi serait atteinte sans solution de repli. De nombreuses variétés (plus de 50) comme Zesprigold, Summerkiwi et Jintao, qui sont moins connues, se développent petit à petit.

## Variétés françaises

### Obtention variétale
Deux variétés françaises ont été créées et sélectionnées dans le Tarn-et-Garonne, à Montauban, dans le Lycée Agricole de Capou, par Jocelyne Chartier et Patrice Blanchet en partenariat avec l'institut national de la recherche agronomique (INRA), le centre technique interprofessionnel des fruits et légumes (CTIFL), le centre national de la recherche scientifique (CNRS), le centre de coopération internationale en recherche agronomique pour le développement (CIRAD), le projet de structuration des filières horticoles (PSFH) de Madagascar, les pépinières et vergers Alias ainsi que des jardins botaniques.
Les variétés Belle de Chine et MontCap ont été sélectionnés dans l'optique de diversifier l'offre variétale . La sélection de ces deux variétés s'est faite  par semis de hasard ou semis aléatoire. Comme son nom l'indique, cette technique consiste à semer les graines sans aucun tri. Au préalable, les graines sont passées au froid pour lever leur dormance, l'action conjuguée du froid et de l'humidité va fragiliser les téguments, processus appelé « stratification » . On obtient alors des plantes dioïques avec 50 % de mâles et 50 % de femelles. Il s'ensuit alors un long travail d'observation et de sélection de plusieurs années basé sur des critères organoleptiques afin de trouver des individus intéressants.

#### VariétéBelle de Chine(Actinidia chinensis Chinabelle)
La sélection s'est faite par semis de hasard issus de plants sauvages ramené de Chine d’où le nom définitif de la variété. Ces plants sauvages étaient des variétés chinoises, Actinidia chinensis. Les critères recherchés étaient, premièrement, un taux de sucre plus élevé que celui des autres variétés et en second lieu un calibre devant se rapprocher de celui d'Hayward. 
Après plusieurs années de recherche, une variété parmi des centaines a été retenue, baptisée la Belle de Chine. Dans le même temps, un pollinisateur était sélectionné, Pollichina, spécifique à la pollinisation de la Belle de Chine.
Cette variété s'est révélée être de calibre égal, quelque peu inférieur mais d'une densité supérieure à celui du kiwi Hayward, avec un caractère gustatif plus doux, moins acide et plus sucré. Sa chair est vert clair tournant au jaune à maturité. Il a la peau lisse et un épiderme plus fragile et avec un mucron (partie pistilaire) plus petit ce qui est un avantage. Cette variété est plus précoce que la variété Hayward, d'environ deux semaines. Il peut être récolté dès mi-octobre. Il peut être commercialisé plus rapidement ce qui représente un avantage sur le marché.     
Cependant, la Belle de Chine, bien que très productive et adaptée au climat du Sud-Ouest, est une variété fragile et vulnérable, nécessitant un sol bien drainé et un éclaircissage important (presque 50 % des fleurs) afin d'obtenir des calibres suffisants. Pour pallier ces problèmes elle peut être greffée Hayward. Elle a néanmoins la même résistance au gel.    
Cette variété est protégée, la demande du certificat d'obtention végétale,pour la France et l'Europe s'est faite en 2000.Ce sont les obtenteurs, par l’intermédiaire du lycée agricole CAPOU, qui ont fait la démarche de demander le COV auprès de L'UPOV. Cependant, c'est le pépiniériste qui détient le COV, car c'est lui qui a apporté les fonds nécessaires a son obtention. C'est ainsi lui qui détient les avantages du COV, (comme le quasi-monopole sur la vente de la variété pendant une durée de 20 à 30 ans.), et les obtenteurs ne touchent que les royalties sur les plants vendus et utilisés.    
Le premier nom de Belle de Chine a été Chinabelle, mais cette appellation étant déjà protégée, les obtenteurs ont dû modifier le nom.

#### VariétéMontCap(Actinidia deliciosa MontCap)
La sélection s'est également faite par semis aléatoire issus de semence Hayward. Son nom provient de la contraction des noms Montauban et Capou, origine d’où la sélection est issue. Cette nouvelle variété est un kiwi vert plus précoce que le Hayward. En effet la récolte se fait environ 30 jours avant, bien que la floraison et le débourrement se fassent en même temps que Hayward. Il a un indice de réfraction plus élevé que Hayward. L'indice réfractométrique est manière d'exprimer le taux de sucre d'un fruit. En effet, la masse de saccharose mesuré à 20 °C, exprimé en indice absolu ou en pourcentage, est reporté dans la table correspondante pour obtenir la teneur en sucres en grammes par litre et en grammes par kilogramme d'un fruit. De plus son calibre est supérieur à celui de la variété dominante et nécessite peu d'éclaircissage. Cependant, cette variété possède une conservation limitée. D'après Jean-Paul Alias, directeur des pépinières Alias, « c'est un très bon produit qui semble mieux que la variété Hayward et qui se développer rapidement. » 
La variété MontCap n'est pas protégée. Les obtenteurs de la variétés n'ont pas voulu faire la démarche de la demande du COV, car le contexte n'était pas favorable au développement de celle-ci. En effet, le marché du kiwi était en baisse. Aujourd'hui, alors que le contexte est plus favorable, les obtenteurs refusent toujours de demander un COV pour MonCap qui est une variété présente depuis longtemps sur le marché et qui est donc disséminées un peu partout dans les pépinières. Selon les obtenteurs, demander un COV est donc inutile, MonCap restera donc une variété libre.

## Filière du kiwi

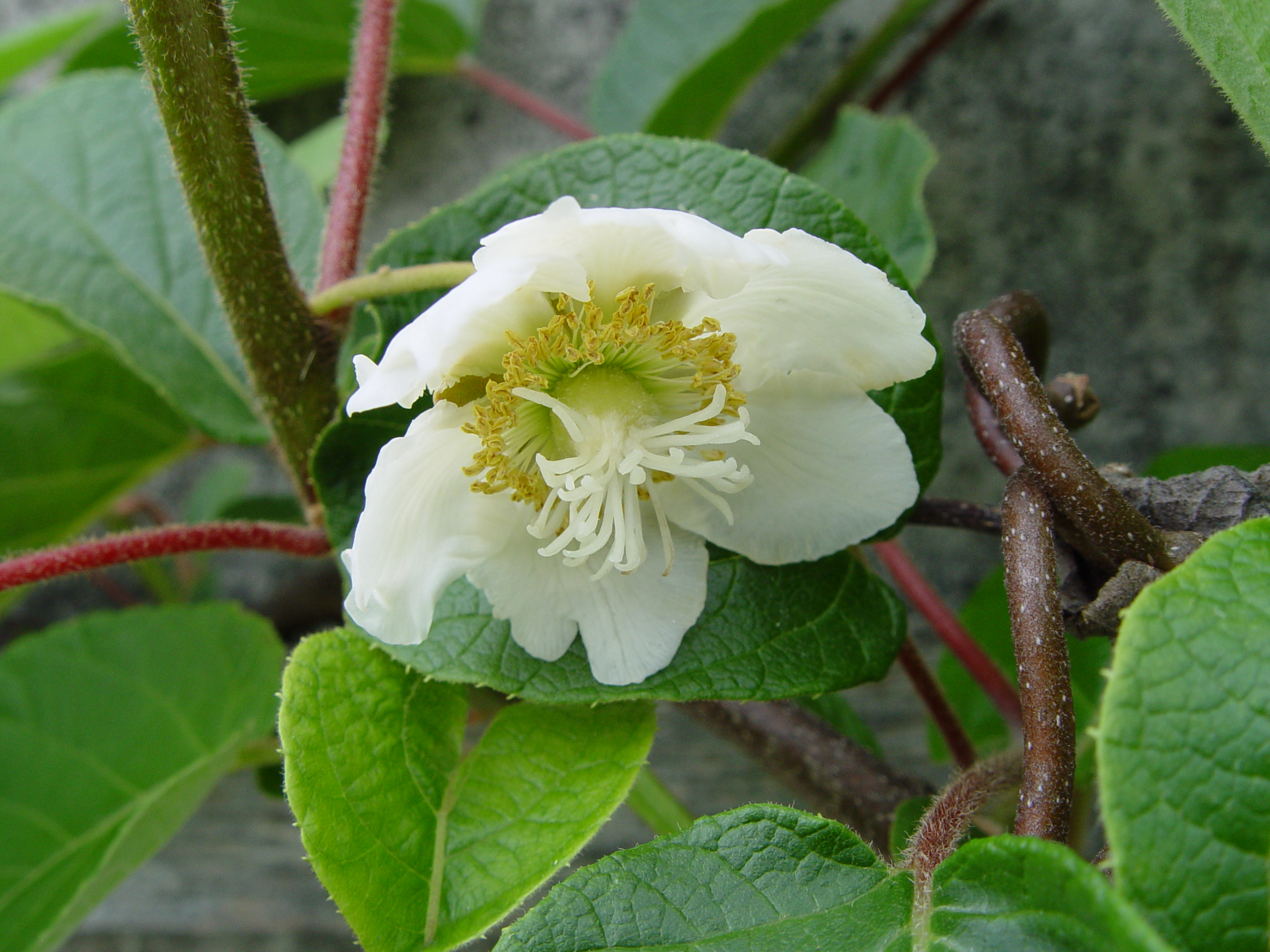

### Marché

#### Marché mondial (modification de l'articlekiwi)
Lors de l'introduction du kiwi sur le marché mondial, la Nouvelle-Zélande était pionnière dans ce domaine. Elle a longtemps été le premier producteur mondial. Dans les années 1980, l'Italie l'a détrônée avec une production concentrée dans la moitié nord du pays. Ces dernières années, c'est la Chine, berceau du kiwi, qui passe au premier rang mondial. Paradoxalement, la Chine cherche à augmenter ses importations. L'Europe en effet, bénéficie d'une image positive de qualité gustative de ses fruits qui de ce fait se vendent plus chers. Le marché européen profite de cette situation et favorise les échanges inter-mondiaux des fruits.  
Le marché mondial est entièrement dominé par la variété Hayward.  La production mondiale est de 3 262 274 tonnes de kiwis en 2013.
Bien que la part de la production française par rapport à la production mondiale soit faible, la France est le sixième producteur de kiwi au niveau mondial. La part de la production française est faible, car les cinq premiers producteurs de kiwi (Chine, Italie, Nouvelle-Zélande, Chili et Grèce), ont une production très importante. Ils produisent en effet à eux tous plus de 2 millions de tonnes de kiwis. On peut répertorier 5 autres producteurs de kiwis dans le monde qui ont une production plus faible mais considérable (Turquie, Iran, EU, Japon, Portugal),. 
La FAO ne propose des données concernant la production de kiwi en Chine qu'à partir de 2000, étant le pays originaire du produit, elle a rapidement dépassé l'Italie en devenant premier producteur mondial de kiwi avec une production de 1 765 000 tonnes de kiwi, soit plus de la moitié de la production mondiale.  
Les principaux pays producteurs de kiwi consacrent des surfaces allant de 8 000 à 20 000 hectares à leur production fruitière alors que le reste des producteurs ont des surfaces de production inférieures à 4 000 hectares.

#### Marché du Kiwi en Europe
En Europe, on compte 5 principaux pays producteurs de kiwis soit 28,6 % de la production mondiale. Parmi eux, l’Italie se distingue (24 800 ha en 2014), suivie par la Grèce (7 300 ha en 2012), la France (3 952 ha), le Portugal et l'Espagne avec des surfaces plantées plus faibles. L'Europe produit au total 708 741 tonnes de kiwi par an. Elle a donc une place importante dans la production du kiwi au niveau mondial. De plus, la qualité de ses produits sur le marché lui permet une certaine influence sur les prix et la direction du marché.
L’Italie, avec 419 000 tonnes estimées, produit 65 % du kiwi dans l’hémisphère Nord, en affirmant sa place de leader mondial. La Grèce qui est le deuxième producteur d’Europe, produit 120 000 t et exporte 80 % de son offre du fait d’une demande réduite du marché interne. Le marché européen se tourne de plus en plus vers l'exportation du kiwi vers l'Asie qui s'ouvre aux importations. Le Portugal produit 21 300 t et l'Espagne a une production de 11 200 t de kiwis.

#### Marché du kiwi en France
Le commerce du kiwi dans la région Midi-Pyrénées
- Commercialisé en organisation de producteurs (OP) (72 %)
- Commercialisé par grossiste hors OP (14 %)
- Commercialisé par exportateur hors OP (8 %)
- Vente directe (2 %)
- Grande distribution (3 %)
- Export direct (1 %)

La production française s'élève à 74 089 tonnes essentiellement dans le sud ouest pour environ 4 400 hectares. Selon KANTAR WORLDPANEL (en), le kiwi est le neuvième fruit consommé par les Français en termes de volume (soit environ 1,2 kg de kiwi par an et par personne). La France compte 1 500 producteurs. Les régions les plus concernées par la culture du kiwi sont l'Aquitaine, le Midi-Pyrénées, la Corse, le Languedoc-Roussillon et la région Rhône-Alpes.
Le prix moyen du kiwi de la vente en détail en France métropolitaine en mars 2015,  est de 4,02 €/kg.
La part de kiwis exporté par la France est importante. Elle représente 33 % de sa production.
Les principaux metteurs en marchés sont la coopérative Kiwifruits et la société SIKIG. Le marché français s'ouvre sur le marché chinois, qui représente un avenir prometteur car les consommateurs chinois se focalisent sur la qualité et non sur le prix du fruit selon le président de la société SIKIG[réf. souhaitée].
Le kiwi possède de nombreux attraits qui font de lui le neuvième fruit le plus consommé en France. Il est le fruit qui à la plus forte densité nutritive[réf. nécessaire].

#### Marché des variétés françaises
La variété Belle de Chine a été multiplié par les pépinières Alias. Les plantations se mettent en place doucement du fait de la méconnaissance de cette nouvelle variété. Cependant, en 2007, une trentaine d'hectares sont plantés dans la vallée du Rhône, en Lot-et-Garonne et en Tarn-et-Garonne. La pépinière produit et commercialise également l'actinidia français par l'intermédiaire de la SARL Agenais Fruits. « Nous sommes les seuls à proposer Belle de Chine, car nous avons été les premiers à créer un verger. Nous avons mis en marché environ 15 t au cours de la dernière campagne » nous confie Jean Paul Alias. Ce dernier a d'ailleurs créé une bande spéciale « Chinabelle [Belle de Chine ], kiwi à chair jaune de France » à placer sur les barquettes dans lesquelles sont conditionnés les kiwis. Les premières ventes se sont faites principalement à des grossistes car il est plus facile d'informer le détaillant  et car les quantités produites ne sont pas encore suffisantes pour intéresser la grande distribution. Cette variété étant précoce, elle est vendue 30 % plus cher que la variété Hayward. On trouve également des plants de kiwis Belle de Chine en jardinerie ce qui contribue à faire connaître cette variété et par la suite facilitera la vente de ces fruits.
Les plants de variété MontCap qui ne sont pas protégés, sont également commercialisés par les pépinières Alias. Les essais en verger sont concluants et intéressent des producteurs italiens car c'est une variété libre à la différence de Zesprigold par exemple. C'est aussi la variété en concurrence directe avec la variété Hayward car elle possède les mêmes propriétés mais est plus précoce d'un mois.